# Рева Віталій Григорович
Віта́лій Григо́рович Ре́ва (нар. 19 листопада 1974, м. Дніпропетровськ (нині — Дніпро), Українська РСР, СРСР) — український футболіст, воротар клубу «Лівий берег» (Київ) . Заслужений майстер спорту України (2005). Входить до символічного Клубу Олександра Чижевського як гравець, що провів щонайменше 300 матчів в елітному дивізіоні чемпіонату України. Один з небагатьох футболістів, що пограв за п'ять різних київських клубів.

## Біографія
Почав грати в футбол у шестирічному віці в школі «Дніпро-75» (Дніпропетровськ). 
Професійні виступи розпочав 1993 року в «Поліграфтехніці», що виступала в першій лізі. Наприкінці сезону 1993/94 забив єдиний гол у професіональній кар'єрі — на 74-ій хв. домашньої гри з «Поліссям» (Житомир) за рахунку 4:0 суддя призначив пенальті, який Рева реалізував, установивши підсумковий результат 5:0.

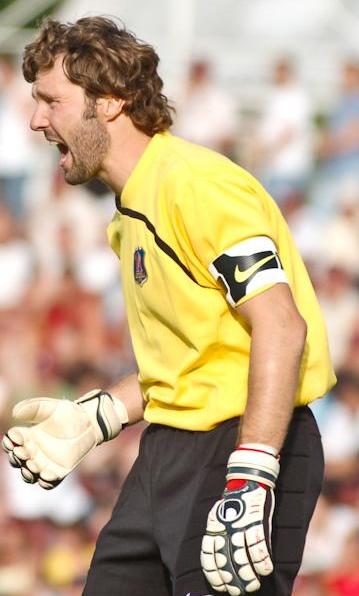
Віталій Рева під час виступів за «Арсенал». 2010 рік

Влітку 1995 року перейшов у вищоліговий ЦСКА, за який дебютував у вищий лізі 2 серпня 1995 року в матчі проти запорізького «Металурга». Відразу Віталій став основним воротарем клубу і допоміг ЦСКА двічі доходити до фіналу національного кубку, протеобидва рази «армійці» поступались з рахунком 1-2.
Улітку 2001 року в обмін на В'ячеслава Кернозенка перейшов у київське «Динамо», але у складі «біло-синіх» не зміг стати основним воротарем команди, ставши дублером Олександра Шовковського, проте серйозна травма спини останнього дозволила Реві зіграти у Лізі чемпіонів та за національну збірну. Після повернення Шовковського Рева знову втратив місце у воротах і влітку на півроку навіть був відданий в оренду в «Таврію».
З літа 2007 року грав за «Арсенал». У липні 2008 року зіграв сотий «сухий» матч в вищій лізі чемпіонату України і став четвертим воротарем із таким результатом.
Улітку 2011 перейшов в київську «Оболонь», де став основним воротарем, але вже взимку покинув склад «пивоварів».
17 липня 2012 року підписав контракт з криворізьким «Кривбасом», проте став другим воротарем команди після Артема Штанька і лише в жовтні, після того як Штанько пропустив шість голів від донецького «Металурга», Рева став основним воротарем команди, але вже 18 листопада Рева під час матчу пошкодив передній м'яз і до кінця року вилетів з команди.
У лютому 2013 року на правах оренди повернувся до «Арсенала», де і грав протягом усього року до моменту зняття команди зі змагань.
25 липня 2021 зіграв за команду "Лівий берег" у рамках 1-го туру Другої ліги, в якому провів на полі усі 90+ хвилин. Таким чином, Рева повернувся на професійний рівень (не грав 8 років).

## Збірна
Виступав за збірну України, зіграв 9 матчів, у яких пропустив 10 голів. Дебютував у національній команді 2001 року.

## Досягнення
- Чемпіон України: 2003, 2004
- Володар Кубка України: 2003, 2005
- Фіналіст Кубка України: 1998, 2001
- Найкращий воротар України: 2001, 2002[6]
- Член символічного Клубу Олександра Чижевського[7]
- Член Клубу Євгена Рудакова: 160 матчів на «0».
- Медаль «За працю і звитягу» (2006)[8]

## Статистика виступів

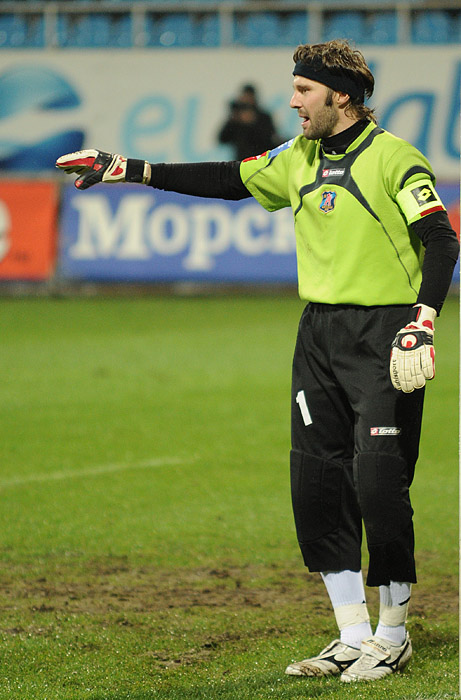
Віталій Рева під час виступів за «Арсенал». 2009 рік

Станом на 9 травня 2022 року.
| Сезон     | Клуб                            | Ліга         | Чемпіонат | Чемпіонат | Кубок | Кубок | Єврокубки | Єврокубки | Збірна | Збірна |
| Сезон     | Клуб                            | Ліга         | Ігри      | Голи      | Ігри  | Голи  | Ігри      | Голи      | Ігри   | Голи   |
| --------- | ------------------------------- | ------------ | --------- | --------- | ----- | ----- | --------- | --------- | ------ | ------ |
| 1992—1993 | «Поліграфтехніка» (Олександрія) | Перша ліга   | 9         | −5        | 0     | 0     | 0         | 0         | 0      | 0      |
| 1993—1994 | «Поліграфтехніка» (Олександрія) | Перша ліга   | 38        | 1/−22     | 4     | −3    | 0         | 0         | 0      | 0      |
| 1994—1995 | «Поліграфтехніка» (Олександрія) | Перша ліга   | 41        | −36       | 0     | 0     | 0         | 0         | 0      | 0      |
| 1995—1996 | «ЦСКА-Борисфен» (Київ)          | Вища ліга    | 31        | −24       | 2     | −2    | 0         | 0         | 0      | 0      |
| 1996—1997 | ЦСКА (Київ)                     | Вища ліга    | 21        | −26       | 6     | −3    | 0         | 0         | 0      | 0      |
| 1996—1997 | ЦСКА-2 (Київ)                   | Перша ліга   | 1         | −3        | 0     | 0     | 0         | 0         | 0      | 0      |
| 1997—1998 | ЦСКА (Київ)                     | Вища ліга    | 23        | −26       | 0     | 0     | 0         | 0         | 0      | 0      |
| 1997—1998 | ЦСКА-2 (Київ)                   | Перша ліга   | 2         | −4        | 7     | −9    | 0         | 0         | 0      | 0      |
| 1998—1999 | ЦСКА (Київ)                     | Вища ліга    | 28        | −29       | 4     | −3    | 4         | −7        | 0      | 0      |
| 1998—1999 | ЦСКА-2 (Київ)                   | Перша ліга   | 1         | −1        | 0     | 0     | 0         | 0         | 0      | 0      |
| 1999—2000 | ЦСКА (Київ)                     | Вища ліга    | 29        | −32       | 2     | −1    | 0         | 0         | 0      | 0      |
| 1999—2000 | ЦСКА-2 (Київ)                   | Перша ліга   | 4         | −1        | 0     | 0     | 0         | 0         | 0      | 0      |
| 2000—2001 | ЦСКА (Київ)                     | Вища ліга    | 26        | −23       | 5     | −5    | 0         | 0         | 0      | 0      |
| 2000—2001 | ЦСКА-2 (Київ)                   | Перша ліга   | 4         | −3        | 0     | 0     | 0         | 0         | 0      | 0      |
| 2001—2002 | «Динамо» (Київ)                 | Вища ліга    | 17        | −6        | 4     | −2    | 3         | −3        | 4      | −7     |
| 2001—2002 | «Динамо-2» (Київ)               | Перша ліга   | 10        | −8        | 0     | 0     | 0         | 0         | 0      | 0      |
| 2001—2002 | «Динамо-3» (Київ)               | Друга ліга   | 2         | −1        | 0     | 0     | 0         | 0         | 0      | 0      |
| 2002—2003 | «Динамо» (Київ)                 | Вища ліга    | 15        | −7        | 3     | −2    | 10        | −12       | 5      | −3     |
| 2002—2003 | «Динамо-2» (Київ)               | Перша ліга   | 4         | −4        | 0     | 0     | 0         | 0         | 0      | 0      |
| 2003—2004 | «Динамо» (Київ)                 | Вища ліга    | 11        | −5        | 4     | −2    | 0         | 0         | 0      | 0      |
| 2003—2004 | «Динамо-2» (Київ)               | Перша ліга   | 10        | −3        | 0     | 0     | 0         | 0         | 0      | 0      |
| 2004—2005 | «Динамо» (Київ)                 | Вища ліга    | 7         | −5        | 5     | −1    | 0         | 0         | 0      | 0      |
| 2005—2006 | «Таврія» (Сімферополь)          | Вища ліга    | 13        | −12       | 2     | −2    | 0         | 0         | 0      | 0      |
| 2006—2007 | «Динамо-2» (Київ)               | Перша ліга   | 12        | −14       | 0     | 0     | 0         | 0         | 0      | 0      |
| 2007—2008 | «Арсенал» (Київ)                | Вища ліга    | 21        | −23       | 2     | −4    | 0         | 0         | 0      | 0      |
| 2008—2009 | «Арсенал» (Київ)                | Прем'єр-ліга | 28        | −28       | 2     | −3    | 0         | 0         | 0      | 0      |
| 2009—2010 | «Арсенал» (Київ)                | Прем'єр-ліга | 27        | −41       | 1     | −2    | 0         | 0         | 0      | 0      |
| 2010—2011 | «Арсенал» (Київ)                | Прем'єр-ліга | 13        | −15       | 3     | −2    | 0         | 0         | 0      | 0      |
| 2011—2012 | «Оболонь» (Київ)                | Прем'єр-ліга | 10        | −15       | 0     | 0     | 0         | 0         | 0      | 0      |
| 2012—2013 | «Кривбас» (Кривий Ріг)          | Прем'єр-ліга | 6         | −10       | 0     | 0     | 0         | 0         | 0      | 0      |
| 2012—2013 | «Арсенал» (Київ)                | Прем'єр-ліга | 10        | −11       | 0     | 0     | 0         | 0         | 0      | 0      |
| 2013—2014 | «Арсенал» (Київ)                | Прем'єр-ліга | 4         | −8        | 0     | 0     | 0         | 0         | 0      | 0      |
| 2021—т.ч. | «Лівий берег» (Київ)            | Друга ліга   | 6         | −3        | 0     | 0     | 0         | 0         | 0      | 0      |

## Особисте життя
Син колишнього міністра України з надзвичайних ситуацій Григорія Реви, названий в честь відомого футболіста Віталія Хмельницького